# Andrés Galarraga
Andrés José Padovani Galarraga (Caracas, 18 de junio de 1961) es un exbeisbolista venezolano destacado tanto en Venezuela como en las Grandes Ligas. En Estados Unidos jugó como primera base para los Expos de Montreal (1985–1991 y 2002), los Cardenales de San Luis (1992), los Rockies de Colorado (1993–1997), los Bravos de Atlanta (1998-2000), los Vigilantes de Texas (2001), los Gigantes de San Francisco (2001 y 2003) y los Ángeles de Anaheim (2004). En la LVBP jugó con los Leones del Caracas. 
Galarraga comenzó su carrera profesional en Venezuela a los 16 años. Fue apodado el Gato por sus reflejos y defensa como primera base a pesar de su tamaño (1,91 m de altura y más de 100 kilogramos de peso). En Estados Unidos, Galarraga fue cinco veces seleccionado al Juego de las Estrellas de la Liga Nacional (NL), ganó dos Guantes de Oro y dos Bates de Plata de la NL, y dos Premios al Regreso del Año de la MLB; el segundo de ellos en el año 2000, cuando se reincorporó exitosamente al béisbol luego de superar un tratamiento de cáncer detectado el año anterior, el cual lo obligó a perderse toda la temporada de 1999.

## Trayectoria deportiva

### Liga Venezolana de Béisbol
Galarraga fue firmado por los Leones del Caracas, como receptor y tercera base. Hizo su debut en la temporada 1978-1979. Comenzó originalmente como un jugador utility (mayormente en el jardín izquierdo), pero tres temporadas más tarde se convirtió en el primera base regular del equipo. Por recomendación del mánager del equipo Felipe Alou, fue firmado por los Expos en 1979. En ese momento, algunos observadores de las Grandes Ligas creyeron que el joven de 17 años tenía demasiado peso para jugar profesionalmente.
Desde 1993 no volvió a vestir la camiseta de los melenudos. Aun así, el 22 de diciembre de 2008 fue retirada en su honor la camiseta N.º 41 que lo caracterizó.

### Ligas menores
En las menores, Galarraga jugó en West Palm Beach (1979, 1982-1983), Calgary (1979-1980), Jamestown (1981), Jacksonville (1984) e Indianápolis (1985).
Se ganó el puesto en Montreal por haber sido nombrado "Jugador más Valioso" de la sucursal Doble-A de la Liga del Sur de Jacksonville en 1984, con promedio de bateo de .289, con 27 jonrones y 87 carreras impulsadas. También lideró la liga en bases alcanzadas (271), slugging (0,508), base por bolas intencionales (10), golpeado por lanzamientos (9), en jugadas de doble matanza (130) y lances totales (1428) a la primera base. Antes de su promoción a las Grandes Ligas, bateo .269 con Indianápolis en 121 partidos, siendo nombrado el Novato del Año en la Triple-A de la Liga Internacional.

## Trayectoria en Grandes Ligas

### Expos: 1985-1991
Galarraga hizo su debut con Montreal el 23 de agosto de 1985. Ese año bateo para .187 (14 de 75) con dos jonrones y cuatro carreras impulsadas en 24 partidos. Tuvo un comienzo prometedor en 1986, pero fue detenido cuando sufrió una lesión en la rodilla, en ese momento era líder entre todos los novatos de la Liga Nacional en carreras impulsadas (25). Galarraga se realizó una cirugía artroscópica en la rodilla el 10 de julio. Fue activado un mes más tarde, solo para volver a lesionarse el día siguiente después de un calentamiento, en su caja torácica. Regresó a la acción en septiembre, terminando con un promedio al bate de .271, 10 jonrones y 42 carreras impulsadas en 105 partidos.
En la temporada de 1987 bateo para .305, con 13 jonrones, y 90 carreras impulsadas, terminando segundo en la liga en dobles (40). A pesar de su tamaño, mostró una sólida defensa, siendo excelente en tiros sobre la tierra y una gran rapidez de ejecución del doble play.
En 1988, Galarraga se convirtió en el mejor jugador de los Expos. Tuvo una temporada con un promedio de bateo de .302, 99 carreras anotadas, 92 carreras impulsadas y 29 jonrones. También lideró la liga en hits (184) dobles (42), y obtuvo un puesto en el Juego de las Estrellas por primera vez en su carrera. 
1989 fue una temporada infructífera para Galarraga, ese año lideró la liga en ponches (158), dejando caer su producción a .257, con 23 jonrones y 85 carreras impulsadas. Se quedó a cinco empujadas de convertirse en el primer jugador de Montreal en encadenar tres temporadas consecutivas con 90 o más carreras impulsadas. De todos modos, en 1989 conectó su primer Grand Slam, se robó el plato por primera vez en su carrera, y fue recompensado con un premio Guante de Oro por su juego estelar en la primera base.
La temporada de 1990, se murmuró que el equipo debía rebajar sus expectativas en el hábil fildeador de la primera base. Por segundo año consecutivo, no pudo repetir los números que estableció en sus dos primeras temporadas completas. El promedio de bateo fue de .256 con 20 jonrones y 87 carreras impulsadas. Por tercer año consecutivo lideró la liga en ponches. Aún sin ninguna mejora con el bate, siguió haciendo grandes contribuciones en el campo ganando su segundo Guante de Oro. Esa temporada también tuvo un juego de seis carreras impulsadas, dos de cuatro carreras impulsadas, y dio su primer jonrón dentro del parque.
Frenados por las lesiones, Galarraga luchó con la peor temporada ofensiva de su carrera en 1991. Lesionado por una distensión en el muslo izquierdo, entre mayo y julio, más tarde tuvo una cirugía artroscópica para reparar los daños a la superficie inferior de la rótula izquierda. Montreal perdió tanto su guante como su bate, cometiendo 43 errores dentro del cuadro en 53 partidos sin él. Esa temporada, Galarraga bateo para .219, con 9 jonrones y 33 carreras impulsadas en 107 partidos. Se robó el plato por segunda vez en su carrera y bateo su jonrón número 100. Al final de la temporada, fue traspasado a los Cardenales de San Luis.

### Cardenales: 1992
Galarraga tuvo una segunda oportunidad con San Luis. Sin embargo a principios del año se fracturó la muñeca y no se recuperó hasta el mes de julio. Bateo para .296 después del Juego de las Estrellas con diez jonrones después de 1 de julio, para un porcentaje de slugging de .497 en la segunda mitad de la temporada. Terminó con un promedio de .243 y 39 carreras impulsadas, pero dejó una buena impresión en el entrenador de bateo de los Cardenales Don Baylor. Cuando Baylor se convirtió en el mánager de los Rockies, le recomienda al equipo tomar el riesgo de firmar a Galarraga.

### Rockies: 1993-1997

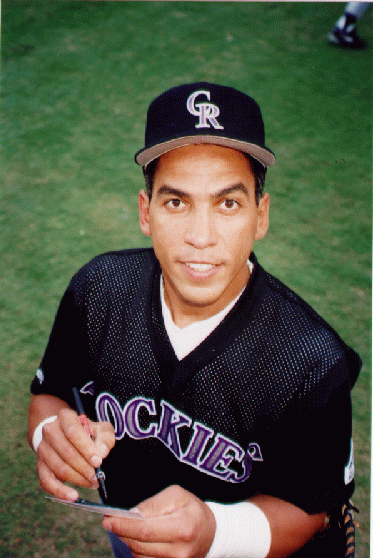
Andrés Galarraga en 1996, cuando vestía la camisa de los Rockies de Colorado.

La temporada de 1993 estuvo llena de notables logros individuales, Galarraga demostró que era un gran bateador, y coqueteó con la marca de .400 puntos de promedio durante la mayor parte de la temporada. Finalizó con .370 de promedio y lideró a la Liga Nacional en ese departamento. También fue el promedio más alto por un bateador derecho desde que Joe DiMaggio bateó para .381 en 1939.
A pesar de perderse 42 partidos por diversas lesiones, Galarraga bateo 22 jonrones, con 98 carreras impulsadas, 71 carreras anotadas, 35 dobles, y cuatro triples. Su marca de .370 de promedio fue el porcentaje más alto conseguido por un jugador Latino, además de ser el primer jugador de un equipo de expansión, así como el primer venezolano en ganar un título de bateo. Tony Gwynn bateó para .358 para terminar como segundo en la carrera por el título.
La mejora de Galarraga comenzó cuando Don Baylor cambió su mecánica de bateo, abrió su posición para hacerlo más rápido en picheos adentro. La nueva postura de Galarraga también ayudó a generar más energía para batear al campo contrario. Al mismo tiempo, encarar al pitcher con los dos ojos le dio una mejor visión de los pitcheos, bajando la tasa de ponches y haciéndolo mucho más consistente en el plato, con un mejor contacto. Galarraga terminó décimo en la selección al MVP, pero ganó el premio "Sporting News Comeback Player of the Year Award" (regreso del año). Después de la temporada, y por tercera vez, se sometió a cirugía artroscópica de rodilla.
En la huelga que acortó la temporada de 1994, Galarraga estableció un nuevo récord de la Liga Nacional en abril al impulsar 30 carreras en un mes. Parecía estar en camino a un año fantástico de nuevo, pero se fracturó la mano derecha el 28 de julio. En el momento de su lesión, los Rockies estaban a medio juego del primer lugar de la división que poseían los Dodgers. Sin él, perdieron 10 de los siguientes 13 juegos. Galarraga lideró al equipo con 31 jonrones, y bateó .319 con 85 carreras impulsadas.
El 25 de junio de 1995, Galarraga bateo de jonrón en tres entradas consecutivas para empatar un récord de las Grandes Ligas. Finalizó la temporada bateando .280 con 31 jonrones y 106 carreras impulsadas. Sus números fueron ayudados por el hecho de que estuvo sano, por primera vez en cuatro años. Esa temporada, los Rockies tuvieron cuatro jugadores con 30 o más jonrones, igualando a los Dodgers de 1977. Durante las siguientes temporadas, Galarraga se convirtió en uno de los mejores remolcadores en el béisbol, impulsó un total combinado de 396 carreras entre 1996 y 1998 (106, 150, 140). En el mismo período, bateo .279, .303 y .318, con 31, 47 y 41 jonrones. Algunos críticos argumentaron que sus logros fueron posibles gracias a la altura de Colorado ya que la ciudad de Denver se denomina the mile high city (la ciudad de una milla de altitud, es decir, 1609 m. sobre el nivel del mar) y a esa altura el aire ofrece menor resistencia al "vuelo" de la pelota, y también gracias a un estadio amigable con los bateadores como el Coors Field, pero Galarraga conectó muchos jonrones que recorrieron más de 450 pies (140 m) en otros estadios de béisbol situados en lugares de menor altura. Durante la temporada de 1997, bateó dos descomunales jonrones ante Kevin Brown, en primer lugar, un grand slam que aterrizó en la fila n.º 20 de la tribuna superior del jardín izquierdo del Pro Player Stadium de Tampa (Marlins de Florida) cuya distancia fue medida (con la proyección de la parábola interrumpida por las gradas) en 175 m. y en segundo otro jonrón de 529 pies (161 m).
Los Rockies lo dejaron libre al final de la temporada para hacer espacio al prospecto primera base Todd Helton. Como agente libre, Galarraga firmó un contrato de tres años con los Bravos de Atlanta.

### Braves: 1998-2000
En su primera temporada en Atlanta, Galarraga demostró que todavía podía producir excelentes número en altitudes más bajas, bateando para .305 con 44 jonrones y 121 carreras impulsadas. Esto convirtió a Galarraga en el primer jugador en la historia de las Grandes Ligas en conectar 40 o más jonrones en una temporada en años consecutivos por dos equipos diferentes.
En 1999 enfrentó su mayor batalla, antes del comienzo de la temporada se le diagnosticó Cáncer al realizarse unos exámenes de rutina por dolores constantes en la espalda. Tuvo que someterse a fuertes tratamientos de quimioterapia para lograr sobreponerse a la dura enfermedad y volver al béisbol. 
En la temporada del 2000 Galarraga reapareció como cuarto bate de Atlanta en un juego contra los Rockies de Colorado y recibió una sonora ovación al ser anunciado su nombre en el Turner Field, al primer lanzamiento disparó una línea por el jardín izquierdo que salió del parque demostrando que estaba completamente recuperado. En ese mismo encuentro realizó una estupenda jugada al atrapar un foul prácticamente en el dogout del equipo visitante. Galarraga dejó promedio al bate de .302, con 28 jonrones y 100 carreras impulsadas lo que lo llevó a obtener el premio "El Regreso del Año" por segunda ocasión en su carrera, convirtiéndose en uno de los tres (3) jugadores en la historia de las Grandes Ligas en obtener ese renglón en par de ocasiones, además fue elegido nuevamente al Juego de las Estrellas.

### Rangers, Gigantes y Expos: 2001-2003
En 2001 alternó la posición de primera base con la estrella de los Rangers, Rafael Palmeiro. Galarraga fue utilizado principalmente como bateador designado, de emergente y abridor ocasional contra lanzadores zurdos. Dejando un bajo promedio de .235, con 10 jonrones y 34 carreras impulsadas en 72 partidos, fue traspasado a mediados de la temporada a los Gigantes de San Francisco. Para la temporada de 2002, Galarraga firmó con los Expos de Montreal y jugó un año con el equipo. Regresó a los Gigantes en 2003, cuando firmó un contrato de Ligas Menores antes de la temporada. Como jugador de reserva con San Francisco, bateo .301 (82-272) con 12 jonrones y 42 carreras impulsadas.
Lamentablemente, el Cáncer reapareció en 2004 y se sometió a dos períodos de tres semanas de quimioterapia y fue hospitalizado durante 23 días de tratamiento adicional.

### Angels: 2004
En 2004, empezó a jugar con la filial Triple A de los Angels, el Salt Lake. Cuando los rosters se ampliaron en septiembre, Galarraga regresó a las Grandes Ligas. Aunque se desempeñó principalmente como un jugador de banquillo en Anaheim, fue muy respetado en el camerino, especialmente entre los más jóvenes jugadores como Vladimir Guerrero, de quien se convirtió en una voz de la experiencia. Galarraga vio acción en algunos juegos, y conectó un jonrón para llegar a 399.

### Mets: 2005
Nuevamente, sin un equipo, los Mets de Nueva York invitaron a Galarraga a los entrenamientos de primavera, sin saber si a los 43 años de edad, sería apto para su roster. Galarraga demostró que había un poco de gas en el tanque a la ofensiva al conectar 3 jonrones durante la pretemporada, pero parecía poco consistente a la defensiva. Galarraga finalmente se retiró durante el entrenamiento de primavera del 29 de marzo de 2005, diciendo que era "el momento adecuado para dar a un individuo más joven la oportunidad de jugar". 
Terminó su carrera con un promedio de bateo de .288, 399 jonrones y 1.425 carreras impulsadas. Galarraga se quedó a solo uno de los 400 cuadrangulares en su carrera, situándose en el número 36 de todos los tiempos al momento de su retiro.

## Estadísticas destacadas
- Líder de la Liga Nacional en hits (184 en 1988)
- Líder de la Liga Nacional en bases alcanzadas (329 en 1988)
- Líder de la Liga Nacional en dobles (42 en 1988)
- Líder de la Liga Nacional en carreras anotadas (113 en 1988)
- Líder de la Liga Nacional en Extra-Bases (79 en 1988)
- Líder de la Liga Nacional en promedio de bateo (.370 en 1993)
- Líder de la Liga Nacional en jonrones (47 en 1996)
- Dos veces líder de la Liga Nacional en carreras impulsadas (150 en 1996 y 140 en 1997)
- Número Bases Alcanzadas en su carrera: 4.038
- Número de dobles en su carrera: 444
- Número de Jonrones en su carrera: 399
- Número de carreras impulsadas en su carrera: 1.425
- Número de Extrabases en su carrera: 875
- Número de Boletos Intencionales en su carrera: 106